# Akhtar Hussain
Akhtar Hussain   (23 d'agost de 1926 - 9 de novembre de 1987) va ser un jugador d'hoquei sobre herba pakistanès que va competir durant les dècades de 1940 i 1950.
El 1948 va prendre part en els Jocs Olímpics d'Estiu de Londres, on va guanyar la medalla d'or com a membre de l'equip indi en la competició d'hoquei sobre herba. El 1956, als Jocs de Melbourne, va guanyar la medalla de plata com a membre de l'equip pakistanès en la mateixa competició.